# فيرا فان بول
فيرا فان بول (بالهولندية: Vera van Pol)‏ هي لاعبة جمباز فني هولندية، ولدت في 17 ديسمبر 1993 في فيرت في هولندا.

## وصلات خارجية
- الموقع الرسمي
- فيرا فان بول على موقع الاتحاد الدولي للجمباز (licence) (الإنجليزية)
- فيرا فان بول على موقع الاتحاد الدولي للجمباز (biography) (الإنجليزية)
- فيرا فان بول على موقع اللجنة الأولمبية الدولية (الإنجليزية)
- فيرا فان بول على موقع أوليمبيديا (الإنجليزية)
- فيرا فان بول على موقع تيم أن.أل (الهولندية)